# Neuberg an der Mürz (ort)
Neuberg an der Mürz är en ort i kommunen Neuberg an der Mürz i distriktet Bruck-Mürzzuschlag i förbundslandet Steiermark i Österrike. 
Den består formellt av tre orter (Ortschaften) (inom parentes invånarantal 1 januari 2024):
- Alpl (490)
- Dorf (240)
- Neudörfl (81)